# 天逆毎

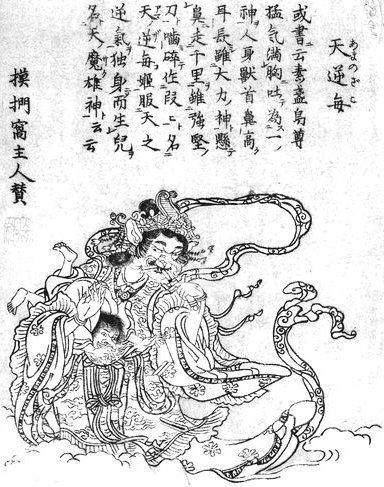
鳥山石燕『今昔画図続百鬼』より「天逆毎」

天逆毎（あまのざこ）は、日本の女神。俗に、天狗や天邪鬼の祖先であるとされている。

## 概要
江戸時代の百科事典である『和漢三才図会』（巻44「治鳥 付 天狗 天魔雄」）では「ある書」からの引用として、神であるスサノオが体内にたまった猛気を吐き出し、その猛気が形を成すことで誕生したとされる。姿は人間に近いものの、顔は獣のようで、高い鼻、長い耳と牙を持つ。物事が意のままにならないと荒れ狂う性格で、力のある神をも千里の彼方へと投げ飛ばし、鋭い武器でもその牙で噛み壊すほどの荒れようだとされている。また、天邪鬼のように物事をあべこべにしないと気の済まない性格で、前のことを後ろ、左のことを右などと言ったという。
自らと同様に、自分ひとりで子供の天魔雄（あまのさく）をもうけるが、後に天魔雄は九天の王となり、荒ぶる神や逆らう神は皆、この魔神に属した。彼らが人々の心に取り憑くことによって、賢い者も愚かな者も皆、心を乱されてしまうとされている。
江戸時代の僧侶・諦忍は『天狗名義考』（1754年）で、この天逆毎・天魔雄を「日本天狗ノ元祖ナリ」と評し、また「天狗」に対して「あまのざこ」という訓読を付けているが、他の書にはこの説は見られない。
天逆毎・天魔雄は、鳥山石燕の『今昔画図続百鬼』（1779年）でも描かれている。

## 先代旧事本紀
『天狗名義考』は『先代旧事本紀』からの引用として天逆毎のことを記した文を示している が、天逆毎についての記述ならびに引かれているような本文は確認されていない。同様の内容をもつ本文が確認できるのは、『先代旧事本紀大成経』 であり、こちらが『天狗名義考』が示している「先代旧事本紀」であることが推察されている。
『今昔画図続百鬼』で描かれた天逆毎と天魔雄は、他の妖怪の記述とも合わせた比較から『和漢三才図会』を直接の引用元として本文を記していると考えられる。
天狗の研究家である知切光歳（1902年-1982年）は、諦忍による天逆毎・天魔雄を日本の天狗の祖先であるとする評に対し、もし実際に『先代旧事本紀』が聖徳太子らによって編纂され天逆毎・天魔雄が記紀神話に掲載されなかった神話であるとしても、その当時も既に星に関する「天狗」（あまつきつね）の記述が渡来していたこと、それ以後平安時代まで「てんぐ」という存在が歴史書や書物に現われてないこと等を考えれば、ことさらこれを「天狗」にのみ結び付けて考えるのはおかしい と、している。